# Alyssum embergeri
Alyssum embergeri är en korsblommig växtart som beskrevs av Quezel. Alyssum embergeri ingår i släktet stenörter, och familjen korsblommiga växter. Inga underarter finns listade i Catalogue of Life.